# Кнеорум
Кнео́рум, или оли́вник (лат. Cneorum) — род цветковых растений в составе семейства Рутовые (Rutaceae).

## Название
Научное название Cneorum было впервые употреблено по отношению к этому растению Карлом Линнеем в 1737 году в книге Genera plantarum. Этим названием в классической латыни назывались некоторые растения из семейства Волчниковые, оно образовано от др.-греч. κνεορον — названия волчеягодника книдийского у Теофраста.
В. И. Даль в Толковом словаре привёл для этого растения русское название Триягодник.

## Ботаническое описание

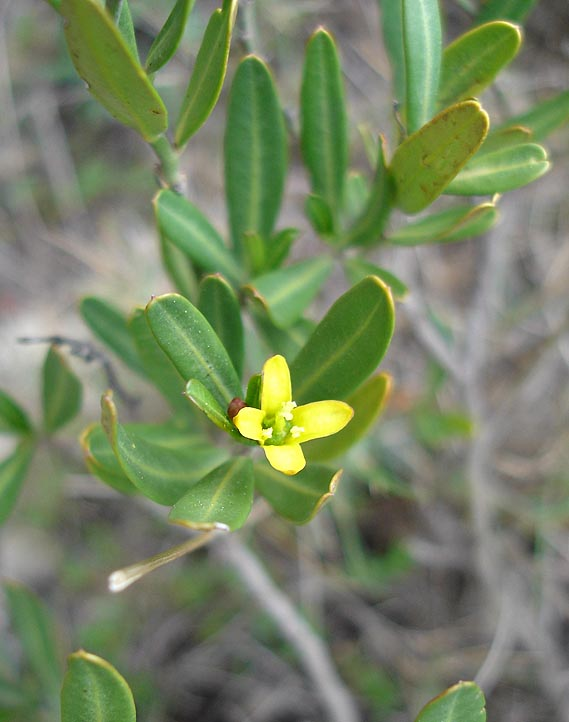
Цветок кнеорума трёхзёрного

Кнеорумы — вечнозелёные кустарники с простыми очерёдными кожистыми листьями без черешков.
Цветки в пазухах верхних листьев, одиночные или в небольших щитковидных соцветиях, обоеполые. Чашечка из 3 или 4 чашелистиков, сросшихся в основании или свободных, не опадающая. Венчик из 3—4 свободных лепестков. Тычинки с продолговатыми пыльниками. Пестик с трёхраздельным рыльцем. Завязь верхняя, 3—4-гнёздная, в каждом гнезде по 2 семязачатка.
Соплодие из 3—4 костянок, каждая из которых с 1—2 семенами.

## Ареал
Типовой вид рода широко распространён в Средиземноморье. Cneorum pulverulentum — эндемик Канарских островов. Cneorum trimerum — эндемик Кубы.

## Классификация
|  |                                      |  |                                                               |                                                               |                   |  | ещё 8 семейств (согласно Системе APG III) | ещё 8 семейств (согласно Системе APG III) |                             |  |          |  | ещё 6 родов | ещё 6 родов |  |
|  |                                      |  |                                                               |                                                               |                   |  | ещё 8 семейств (согласно Системе APG III) | ещё 8 семейств (согласно Системе APG III) |                             |  |          |  | ещё 6 родов | ещё 6 родов |  |
|  |                                      |  |                                                               | порядок Сапиндоцветные                                        |                   |  |                                           |                                           | подсемейство Spathelioideae |  |          |  |             |             |  |
|  |                                      |  |                                                               | порядок Сапиндоцветные                                        |                   |  |                                           |                                           | подсемейство Spathelioideae |  | 2—3 вида |  |             |             |  |
|  | отдел Цветковые, или Покрытосеменные |  |                                                               |                                                               | семейство Рутовые |  |                                           |                                           | род Кнеорум                 |  |          |  |             |             |  |
|  | отдел Цветковые, или Покрытосеменные |  |                                                               |                                                               |                   |  |                                           |                                           |                             |  |          |  |             |             |  |
|  |                                      |  | ещё 58 порядков цветковых растений (согласно Системе APG III) | ещё 58 порядков цветковых растений (согласно Системе APG III) |                   |  |                                           | ещё 4 подсемейства                        | ещё 4 подсемейства          |  |          |  |             |             |  |
|  |                                      |  |                                                               | ещё 58 порядков цветковых растений (согласно Системе APG III) |                   |  |                                           |                                           | ещё 4 подсемейства          |  |          |  |             |             |  |

### Синонимы
- Chamaelea [Tourn.] Gagnebin, 1755
- Chamaelea Tiegh., 1898, nom. illeg.
- Cubincola Urb., 1918
- Neochamaelea (Engl.) Erdtman, 1952, nom. nov.

### Виды
- Cneorum pulverulentum Vent., 1802
- Cneorum tricoccon L., 1753 — Кнеорум трёхорешковый
- Cneorum trimerum (Urb.) Chodat, 1921